# پرتمر، جامائیکا

پرتمر، جامائیکا

پرتمر، جامائیکا (به لاتین: Portmore, Jamaica) یک شهر در جامائیکا است که در شهرستان میانه، جامائیکا واقع شده‌است.

## جغرافیا
پرتمر در محدوده یک جلگه قرار دارد که حاوی یک سیستم کانال پیچیده است که مانع از جاری شدن سیل ساخته شده است.